# Peter Muzeniek
Peter Muzeniek (* 1941 in Łódź, damals Litzmannstadt) ist ein deutscher Grafiker, Illustrator und Karikaturist.

## Leben
Mit seinen aus Lettland stammenden Eltern lebte Peter Muzeniek ab 1945 im mecklenburgischen Schwerin. Dort absolvierte er bis 1959 die Erweiterte Oberschule. Danach machte er bis 1961 bei der DEWAG Schwerin eine Lehre als Schrift- und Plakatmaler. Nach seinem Wehrdienst siedelte er nach Berlin um. Von 1965 bis 1970 studierte er bei Rolf Kuhrt an der Hochschule für Grafik und Buchkunst in Leipzig. Seitdem arbeitete er freiberuflich als Grafiker, Illustrator und Karikaturist in Berlin. Muzeniek war bis 1990 Mitglied des Verbands Bildender Künstler der DDR.
1976 veröffentlichte das Satiremagazin Eulenspiegel erstmals eine Arbeit von Peter Muzeniek, seit 1980 ist er dort ständiger Mitarbeiter. Mit seinen bissigen, zupackenden Karikaturen zum Zeitgeschehen verhalf er unzähligen satirischen Beiträgen zu Brisanz und profilierte einen unverwechselbaren Karikaturstil.
Peter Muzeniek ist auch einfühlsamer, kreativer Illustrator. Mehr als 70 Bücher hat er bislang illustriert, Werke der Weltliteratur (Anton Tschechow, Victor Hugo, Jules Verne u. a.) sowie eine Reihe Kinderbücher. In der DDR arbeitete er außer für den Eulenspiegel-Verlag für die Verlage Altberliner Verlag Lucie Groszer, Buchclub 65, Insel-Verlag, Kinderbuchverlag, Militärverlag, Neues Leben und Rütten & Loening, nach der deutschen Wiedervereinigung u. a. für den Frieling Verlag, Berlin, und den Osnaton-Verlag, Brühl.
Neben zahlreichen Personalausstellungen beteiligte Muzeniek sich an nationalen und internationalen Ausstellungen und Biennalen.

## Ehrungen
- 1981: 2. Preis im Karikaturenwettbewerb zum X. Parteitag der SED
- 1984: Theodor-Körner-Preis (DDR)
- 2002: Deutscher Preis für die politische Karikatur  (2. Preis)

## Öffentliche Sammlungen mit Arbeiten Muzenieks
- Berlin: Kinder- und Jugendbuchabteilung der Staatsbibliothek zu Berlin.
- Bonn: Stiftung Haus der Geschichte der Bundesrepublik
- Greiz: SATIRICUM
- Königs Wusterhausen, Stiftung Museen für Humor und Satire[1]

## Werke (Auswahl)
- Die Entwicklung der Sowjetmacht (1970, Zyklus von Radierungen; auf der VII. Kunstausstellung der DDR) u. a.[2]
- „Hier draußen steht unsere Mami wenigstens nicht den ganzen Tag in der Küche“ (Karikatur; 1986, Aquarell und Feder; auf der X. Kunstausstellung der DDR; im SATIRICUM Greiz)[3]
- Des Teufels Triller. Zauberposse für Groß und Klein von Andreas Scheinert (1987, Schallplattenhülle, Hörspiel, Litera)[4]

## Ausstellungen (unvollständig)

### Personalausstellungen
- 1976: Schwerin, Staatliches Museum Schwerin
- 1982: Leipzig, Klubgalerie des G.-W. Leibniz-Klubs
- 1990: Leipzig; Galerie der Georg-Maurer-Bibliothek
- 2018: Ahlbeck, Kunsthalle Bahnhof Ahlbeck (neunzig Originalzeichnungen und Drucke seiner Karikaturen und Illustrationen)

### Teilnahme an zentralen und wichtigen regionalen Ausstellungen in der DDR
- 1972/1973, 1977/1978, 1982/1983 und 1987/1988: Dresden, VII. bis X. Kunstausstellung der DDR
- 1974: Berlin, Altes Museum („25 Jahre Graphik in der DDR. 1949–1974“)
- 1975: Berlin, Altes Museum („In Freundschaft verbunden“)
- 1979: Berlin, Ausstellungszentrum am Fernsehturm („Buchillustrationen in der DDR. 1949–1979“)
- 1979 und 1982: Berlin, Bezirkskunstausstellungen
- 1986: Greiz, Sommerpalais der Staatlichen Museen (4. Karikaturenbiennale der DDR mit „Satiricum“)